# Zbigniew (nome)
Zbigniew  è un nome proprio di persona polacco maschile. 

## Varianti
- Maschili: Zbygniew
- Diminutivo: Zbyszek

### Varianti in altre lingue
- Ceco: Zbygněv[1], Zbyhněv
  - Alterati: Zbyněk[1]
- Latino: Sbigneus
- Lettone: Zbigņevs
- Russo: Збигнев (Zbignev)

## Origine e diffusione
È composto dagli elementi slavi s-bit' ("scacciare", "dissipare") e gněv ("rabbia"), quindi può essere interpretato come "colui che scaccia la rabbia".

## Onomastico
Non esistono santi che portano questo nome, che quindi è adespota. L'onomastico può essere festeggiato in occasione di Ognissanti, il 1º novembre.

## Persone
- Zbigniew di Polonia, re di Polonia

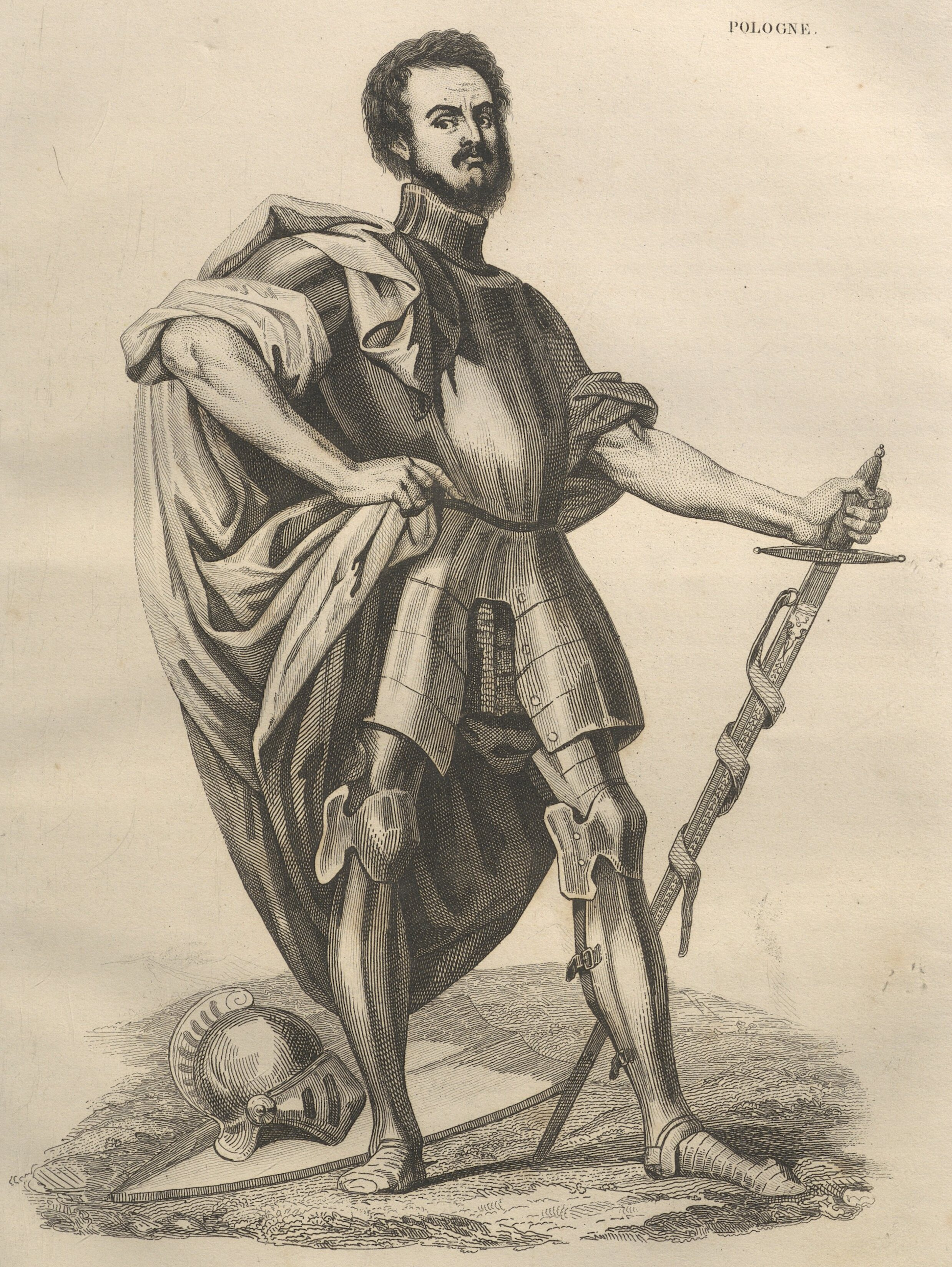
Zbigniew di Polonia

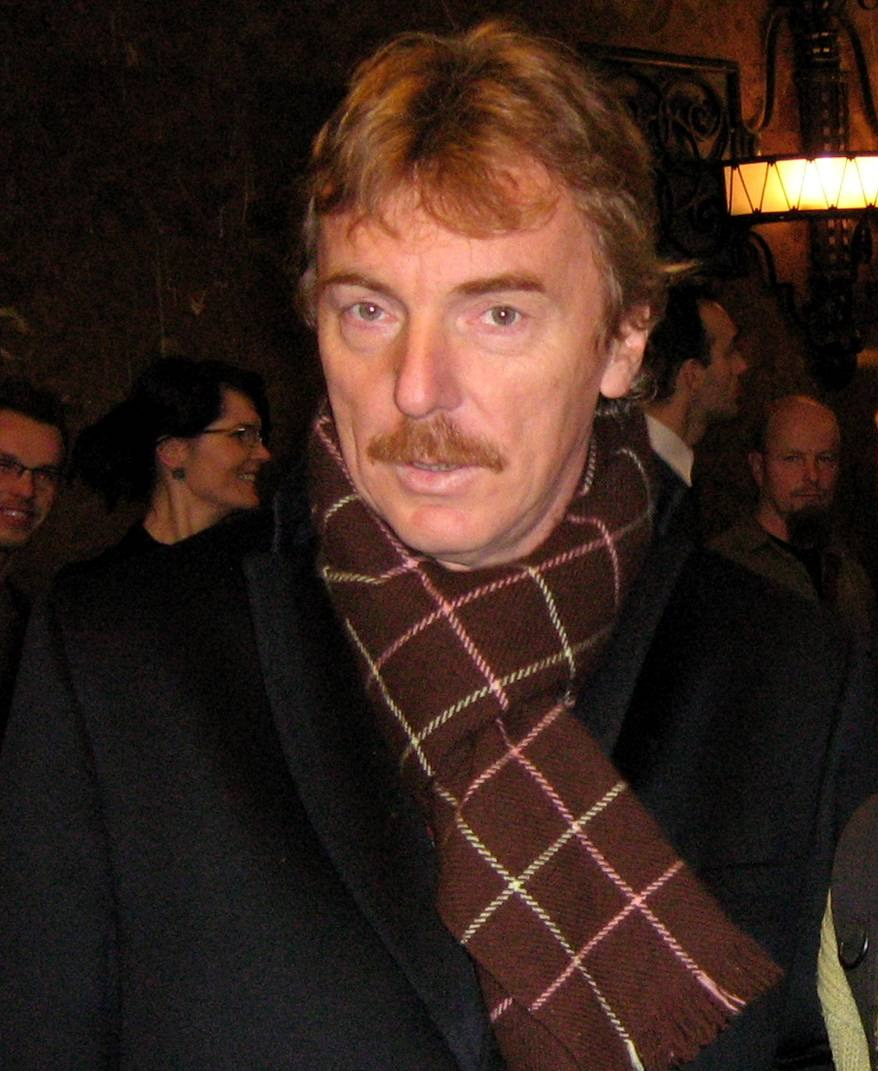
Zbigniew Boniek

- Zbigniew Bartman, pallavolista polacco
- Zbigniew Boniek, calciatore, dirigente sportivo e allenatore di calcio polacco
- Zbigniew Brzezinski, politico e politologo statunitense
- Zbigniew Bujak, attivista e politico polacco
- Zbigniew Czajkowski, schermidore polacco
- Zbigniew Dregier, cestista polacco
- Zbigniew Gut, calciatore polacco
- Zbigniew Herbert, poeta, saggista e drammaturgo polacco
- Zbigniew Matwiejew, schermidore polacco
- Zbigniew Małkowski, calciatore polacco
- Zbigniew Messner, politico, insegnante ed economista polacco
- Zbigniew Nienacki, scrittore polacco
- Zbigniew Oleśnicki, cardinale polacco
- Zbigniew Pacelt, pentatleta e nuotatore polacco
- Zbigniew Pawela, giocatore di calcio a 5 polacco
- Zbigniew Pietrzykowski, pugile e politico polacco
- Zbigniew Preisner, compositore polacco
- Zbigniew Robert Promiński, batterista e medico polacco
- Zbigniew Religa, medico e politico polacco
- Zbigniew Rybczyński, regista polacco
- Zbigniew Seifert, musicista polacco
- Zbigniew Skrudlik, schermidore polacco
- Zbigniew Spruch, ciclista su strada e dirigente sportivo polacco
- Zbigniew Wyciszkiewicz, calciatore polacco

### Variante Zbyněk
- Zbyněk Brynych, regista e sceneggiatore cecoslovacco
- Zbyněk Fišer, vero nome di Egon Bondy, scrittore ceco
- Zbyněk Hauzr, calciatore ceco
- Zbyněk Pospěch, calciatore ceco

### Altre varianti
- Zbigņevs Stankevičs, arcivescovo cattolico lettone